# Terreur au 13e étage
Pour plus de détails, voir Fiche technique et Distribution.
Terreur au 13e étage (Botched) est un film américain-irlando-germano-britannique réalisé par Kit Ryan, sorti en 2007.

## Synopsis
Après avoir bâclé un hold-up, Ritchie, un voleur professionnel est chargé par son patron, un riche homme d'affaires, de se rendre en Russie afin de dérober une croix antique enfermée dans le coffre-fort d'un immeuble. Toutefois, bien qu'ayant récupéré le butin, les choses ne se déroulent pas comme prévu, puisqu'il se retrouve bloqué au treizième étage de la tour avec ses deux complices et prennent des otages. Les événements prennent une autre tournure quand un tueur commence à vouloir les éliminer.

## Fiche technique
- Titre : Terreur au 13e étage
- Titre original : Botched
- Réalisation : Kit Ryan
- Scénario : Raymond Friel, Derek Boyle, Eamon Friel
- Photographie :  Bryan Loftus
- Direction artistique : Eleanor Wood
- Distribution des rôles :
- Costumes : Erika Ökvist
- Montage : Jeremy Gibbs
- Musique : Tom Green
- Sociétés de production :
- Sociétés de distribution :
- Pays d'origine :  Irlande,  Royaume-Uni,  États-Unis,  Allemagne
- Genre : Comédie horrifique
- Format : Couleur, 35 mm, rapport de forme : 1.85 : 1
- Son : Dolby Digital EX
- Durée : 95 minutes
- Dates de sortie : 
  - Allemagne : 4 octobre 2007 (directement en DVD)
  - Royaume-Uni et Irlande : 18 avril 2008 (sortie en salles)
  - États-Unis : 13 mai 2008 (directement en DVD)
  - France : 15 octobre 2008 (directement en DVD)[1]

## Distribution
- Stephen Dorff (V.F. : Cédric Dumond) : Ritchie
- Sean Pertwee : Mr. Groznyi
- Jamie Foreman (V.F. : Lionel Tua) : Peter
- Russell Smith : Yuri
- Bronagh Gallagher : Sonya
- Norma Sheahan : Helena
- Gene Rooney : Katerina
- Jaime Murray (V.F. : Odile Cohen) : Anna
- Hugh O'Conor : Dmitry
- Geoff Bell : Boris
- Zak Maguire : Alex
- Edward Baker-Duly : le tueur

## Accueil
Sauf indication contraire, les informations mentionnées dans cette section peuvent être confirmées par la base de données cinématographiques IMDb,  présente dans la section « Liens externes ».
Box-office
Montant brut mondial : 16 835 $